# Geneviève Guitry
Pour les articles homonymes, voir Guitry.
Geneviève Guitry, de son nom de naissance Geneviève, Marie, Anaïs, Ligneau Chapelain de Séréville, est une actrice française, née le 3 mai 1914 à Saint-Just-en-Chaussée (Oise), morte le 6 juillet 1963 à Neuilly-sur-Seine (Seine). Elle fut la quatrième épouse de Sacha Guitry du  5 juillet 1939  au 25 juillet 1949 et la seule avec laquelle il reçut le sacrement de mariage catholique.

## Biographie
Geneviève de Séréville est élue miss Cinémonde en 1937, et apparait ensuite dans quelques films à la fin des années 1930. 
Sa carrière s'affirme après son mariage avec Sacha Guitry, mariage célébré les 4 et 5 juillet 1939 à Fontenay-le-Fleury. Ayant élevé sa fille dans la foi catholique, le père de Geneviève exige un mariage à l'église, demande acceptée par Sacha Guitry.
La grande différence d'âge entre Sacha et Geneviève fait jaser : « La prochaine fois, il épousera Shirley Temple ! ». Ils n'eurent pas d'enfant.
Geneviève joue dans cinq pièces de son mari, à Paris, en reprend quatre autres, à Paris ou en tournée, et joue dans six de ses films. Le couple, désuni dès 1941, se sépare en avril 1944. Leur divorce est prononcé le 25 juillet 1949, Sacha autorisant Geneviève à conserver le nom de Guitry, décision qui, plus tard, n'aura pas les faveurs de Lana Marconi, la dernière épouse de Guitry.
Privée de son mentor, elle déserte les écrans mais reste une très élégante mondaine de la capitale et écrit un livre Sacha Guitry, mon mari, publié chez Flammarion en 1959. L’été 1963, elle ferme sa porte à tous ses amis et aux nombreux visiteurs mondains qui la fréquentent. Quelques semaines plus tard, elle meurt emportée par un cancer de la gorge le 6 juillet 1963, une fin aussi brutale qu’inattendue.

## Filmographie

### Sous le nom de Geneviève Chaplain
- 1938 : Ma sœur de lait de Jean Boyer

### Sous le nom de Geneviève de Saint-Jean
- 1937 : Les Perles de la couronne de Sacha Guitry
- 1938 : Remontons les Champs-Élysées de Sacha Guitry

### Sous le nom de Geneviève de Séréville
- 1939 : Ils étaient neuf célibataires de Sacha Guitry

### Sous le nom de Geneviève Guitry
- 1941 : Le Destin fabuleux de Désirée Clary de Sacha Guitry
- 1943 : Donne-moi tes yeux de Sacha Guitry
- 1943 : La Malibran de Sacha Guitry
- 1947 : Plume la poule, de Walter Kapps
- 1951 : Si ça vous chante de Jacques Loew  (film inachevé)

## Publications
- Geneviève de Séréville, Sacha Guitry, mon mari, Paris, Flammarion, 1959, 231 p.